# Archiguille
François Guille dit Archiguille, né le 17 mai 1932 à Alès et mort le 30 août 2017 en Suisse, est un peintre français. Il peignait selon un processus qu'il a nommé « transfiguration ».

## Biographie
Augustin François Marie Guille nait à Alès le 17 mai 1932. Fils de Joseph Guille, sacristain de l'église Saint-Théodorit de Vendargues, il a plusieurs frères et sœurs, dont Andrée, épouse d'Emmanuel de Crussol d'Uzès (en). Il passe son enfance à Vendargues. De 1942 à 1944, il se passionne pour les taches d'encres et dessins alphabétiques. De 1946 à 1948, il fréquente le centre d'enseignement des arts et métiers de Saint-Jodard. De 1948 à 1953, il effectue son service militaire et s'intéresse à la calligraphie.
Archiguille arrive à Paris en 1952 et travaille à l'Atelier du Timbre. En 1953, il réalise sa première exposition dans une librairie, qui est mal accueillie par le public. En 1956, il rencontre Georges Braque qui lui conseille de maîtriser un large éventail de techniques et d'avoir une connaissance plus approfondie de la peinture figurative. 
En 1957, il réalise ses premières ventes et s’inscrit dans le mouvement de l'abstraction lyrique. Il étudie à l'académie de la Grande Chaumière et est l'élève de Paul Lemagny à l’École des Beaux-Arts de Paris en 1958. Il privilégie alors des dessins de nature et des paysages figuratifs. Vers 1957-1958, il rencontre Henri Michaux et Patachou. Il effectue une exposition à la galerie La Belle Gabrielle à Montmartre. En 1961, il effectue un « tour de France de la peinture » et se lie d'amitié avec Bernard Lorjou et Marcel Aymé. 
Le 15 juin 1963, il signe un contrat d'exclusivité avec Colmant et Marevery, celui-ci l'oblige à prendre le pseudonyme d'Archiguille, à remettre 20 toiles par mois à Colmant dont 5 seront détruites sur décision du marchand et les 15 autres mis à la vente. Archiguille respecte le contrat pendant deux mois mais cesse ensuite de l'exécuter. Le 21 octobre 1964, le tribunal de grande instance de Pontoise le contraint à remettre 20 toiles pour novembre 1963 ainsi que 20 toiles pour chacun des mois suivants avec une astreinte de 100 francs par jour de retard. En effet, le contrat était conclu pour 3 mois mais renouvelable pendant 10 ans par seule volonté du marchand. Archiguille fait appel de la décision du tribunal.
En 1964, il réalise un « musée à domicile » à Marly-le-Roi composé de peintures, dessins, mosaïques vitraux et fresques. Ce musée fera l'objet d'un reportage diffusé sur la Première chaine. Les mosaïques sont réalisées par le maître verrier Jacques Loire de Chartres à partir des dessins d'Archiguille. Elles ont été réalisées avec du polyester, matériau innovant dans le monde de l'art pour l'époque. Sur ce point, Archiguille déclare « Beaucoup hésitent à utiliser cette matière. Je la trouve très belle parce qu'elle se travaille très bien. Elle se travaille plus facilement que le verre, il n'y a aucune comparaison. ». Il ajoute : « je ne pouvais pas mettre de la peinture à l'huile sur tous les murs, il m'a fallu faire quelque chose de divers. [...] L'idée du polyester m'est venu par ce simple fait qu'il me fallait trouver un matériau qui puisse mettre en valeur ma peinture. ». Vers 1964-1965, il réalise ses premières transfigurations.
Des fleurs, des clowns, des bateaux émergent de ses peintures matérialistes apparemment abstraites. En 1965, Archiguille nomme ce procédé la « Transfiguration » qu'il définit comme « une technique qui permet de ne laisser apparaître que l'essentiel de l'objet que l'on a choisi comme motif ». En février de la même année, il réalise une exposition à la galerie Bernheim-Jeune. Par la suite, Roger Hauert organise une exposition à Houston. Durant celle-ci, un amateur achète trente toiles le même jour.
En 1966, à la suite d'un procès médiatisé il brûle ses œuvres place de l'Opéra à Paris afin de dénoncer le contrat qui le lie à son mécène. Cet événement le fait repérer par André Malraux qui le cautionne, et il devient alors la coqueluche du tout Paris et peut créer en toute liberté. 
En septembre de la même année, il réalise une fresque à la maison de l'ORTF durant une émission de l'ORTF du fait d'un pari passé avec José Artur le défiant de réaliser une immense fresque en moins d'une heure et sans jamais qu'aucune ligne ne s'entrecroise. Cette fresque s'intitule : Les six Bourgeois de Calais et elle est dédicacée par Archiguille à José Artur. Le 15 novembre 1966, la cour d'appel de Paris annule le contrat qui le lie à son marchand dans un arrêt devenu célèbre : Guille v. Colmant. Vers 1967-1968, il a des contacts avec Olivier Messiaen, obtient un contrat avec André Manera, réalise une conférence à la Sorbonne et expose à l'université de Princeton. 
A cette période, il vit et peint dans une « superbe demeure [...] au milieu d'un cadre digne de Watteau » : le château des Rotoirs, situé à 1h30 de Paris.
En mai 1968, Archiguille se rend au village pour faire le plein d'essence et acheter des cigarettes. Le pompiste et le buraliste l'informent que la France vit d'importantes manifestations, c'est alors qu'il décide d'aller à Paris et de voir le Général commandant la place militaire de Paris, celui-ci le recommande auprès du colonel de gendarmerie de Melun. Le colonel de gendarmerie de Melun accepte de lui prêter des projecteurs des Postes de Commandement d'Armée. Archiguille convainc ensuite le gardien de l'Arc de Triomphe de monter le drapeau français sous l'Arc de Triomphe et utilise les projecteurs afin de l'illuminer,.
Il finance les Comités pour la défense de la République, soutiens du président Charles de Gaulle. Selon Catherine Euvrard, il est « un des peintres préférés » de son successeur Georges Pompidou.
En 1968, il réalise une exposition au musée d'Art moderne au Palais de Tokyo. Le 8 novembre 1968, Jacques Chancel reçoit Archiguille et César pour son émission Radioscopie.
Le 28 novembre 1968, sur demande d'Archiguille, l'atelier du peintre Georges Mathieu est incendié. L'incendie touchera également une partie de son hôtel particulier du 11 bis avenue Léopold-II dans le XVIe arrondissement de Paris. En raison du vol d'un client d'Archiguille par Georges Mathieu, il organise une machination contre lui en faisant croire à Kemp que Mathieu finance par le biais d'expositions la caisse d'un mouvement gauchiste, en vérité, Mathieu est un homme de droite n'ayant jamais financé les mouvements de gauche. Une source de cette époque le nomme « l'homme à la Rolls » en raison des deux Rolls-Royce qu'il possédait (il en avait achetée une à Brigitte Bardot vers 1970). Du fait de la consommation importante d'un tel véhicule, Archiguille était perpétuellement en recherche d'argent.  Il effectue ensuite une retraite sur une des îles de l'étang de Biscarosse et laisse sa Rolls sur la rive. Sur ce lac, il fait du ski nautique avec Mike Brant et Joe Dassin.
En 1969, il réalise une exposition au Palais de la Radio avec la participation de Hans Hartung. Vers 1968-1969, il expose à RTL. En novembre 1969, une soirée d'exposition au golf du Coudray en l'honneur d'Archiguille est organisée à la demande d'André Manera par Alain Duchemin et André Tarbes. A cette réception, chaque invité profite d'un feu d'artifice personnel à son arrivée. Paul-Émile Victor, Jacques Baumel, Fernand Gravey font partie des convives de cette soirée.
En 1970, il rencontre Françoise Sagan, dont il devient proche et à qui il offrira notamment une voiture. La même année, ses tableaux sont présentés au restaurant Le Laurent à Paris en présence de Coco Chanel, Michèle Morgan, André Malraux, Paul-Louis Weiller, Jacques Duhamel, Don Juan d'Espagne, Guy de Rothschild et l'ambassadeur du Japon Hideo Kitahara.
Le 1er août 1971, alors qu'il rentre de la plage à sa résidence (le lieu-dit Bitche) à Pontenx-les-Forges, il constate le vol d'une centaine de tableaux pour une valeur qu'il estime à 600 000 francs. En mai 1971, Jean Bouquin est jugé pour avoir giflé Archiguille, Brigitte Bardot témoigne durant le procès. En 1974, il expose au Club 13 de Claude Lelouch à Paris. Le ministre de la culture, Maurice Druon, est présent au vernissage de l'exposition, il parle d'Archiguille en termes élogieux et déclare devant ses tableaux : « C'est magnifique ! ».
À partir des années 1970, il s'émancipe des marchands d'art par le biais des grandes collections « qui prennent toute [sa] production », ce qui explique son faible nombre d'expositions en galerie à partir de cette période.
En 1975, il effectue une exposition au jardin des Tuileries. L'inauguration a lieu en présence de Michel Guy, ministre de la culture, et du ministre de l'éducation nationale.
Il est le propriétaire de la Chevrolet depuis laquelle Gérard Frêche et Guy Simoné assassinent Jean de Broglie le 24 décembre 1976. Il a déclaré le vol de celle-ci à Saint-Germain-en-Laye en septembre 1976,. En 1980, il est entendu dans le cadre de l'enquête sur le crime par la juge Martine Anzani.
En 1976, il peint La Pietà (dimensions : 3m x 6m) dans la chapelle nord de l'église de Sainte-Eulalie-en-Born. Attaquée par la salpêtre, il la restaure en décembre 2006,.

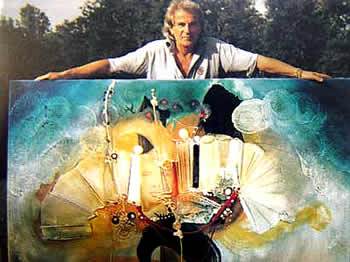
Archiguille présentant une de ses peintures.

En 1980, il arrive en Suisse. Il a été l'amant de Michèle Mercier,. En 1988, il expose au musée de l'Athénée. La préface du catalogue d'exposition a été rédigée par Françoise Sagan, elle y déclare : « On dit toujours d'une exposition que c'est un évènement. Pour une fois, l'expression sera juste. ». Cela faisait « plus de dix ans [...] que l'on a rien vu, qu'on a rien su de ce peintre ». En 1989, il réalise un séjour en Chine et l'exposition prévue est annulée du fait des manifestations de la place Tian'anmen. En mars 1989, Françoise Sagan écrit une étude fouillée sur Archiguille dans le numéro 19 de Meilleur. Pour remercier Sagan, Archiguille lui offre la toile Un livre ouvert qui dégouline,.
En 1991, il expose à la galerie Albert Ier. Il n'avait plus exposé à Paris depuis plus de 15 ans.
En mai 1993, il est président du jury pour le concours Montmartre au Molard organisé par les Rentes Genevoises. Le 21 novembre 1993, il est reçu dans l'émission Le divan.
En 1995, il utilise de l'argent et de l'or dans ses peintures.
En 2000, Pierre Cardin prête l'espace Cardin dans son ensemble (1 500 m2 sur trois niveaux) pour la réalisation d'une rétrospective de l’œuvre d'Archiguille, marquée par sa foi chrétienne. Archiguille n'avait pas exposé depuis 1991 à Paris. En 2004, son travail est exposé au gala de charité de la Croix-Rouge monégasque.
En 2007, il est reçu membre honoraire de l'Académie des Beaux-Arts de Moscou, intronisé dans la cathédrale Saint-Sauveur par Zourab Tsereteli, président de l'Académie depuis 1997.

## Vie privée
Archiguille a une fille, Caroline Guille, elle aussi artiste-peintre.

## Œuvres
(novembre 2023).

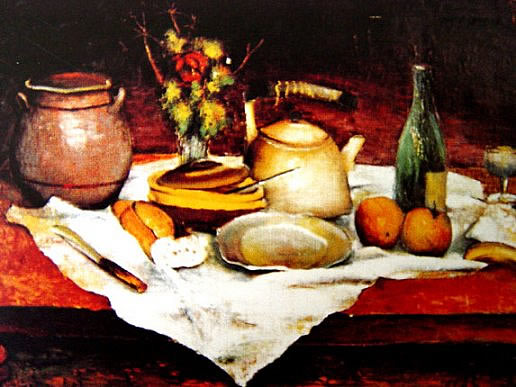
Nature Morte, 1958 (60x80 cm, Huile sur toile)
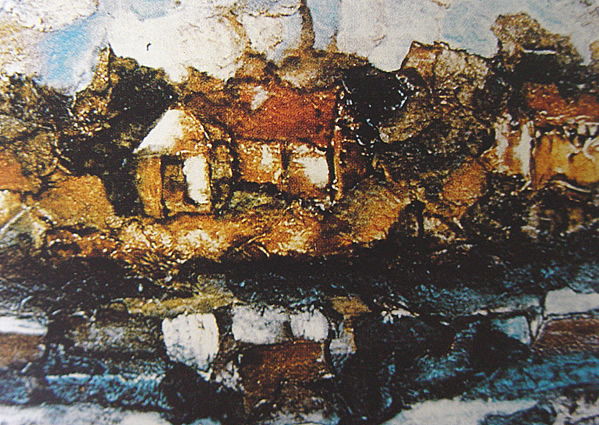
Paysage Breton, 1960 (73x92 cm, Huile sur toile)
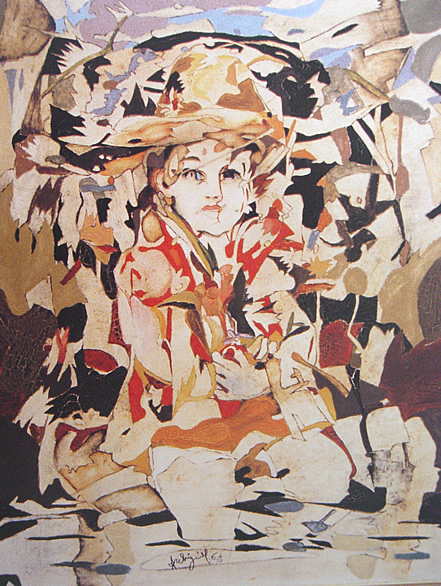
Enfant, 1963 (100x81 cm, Huile sur toile)
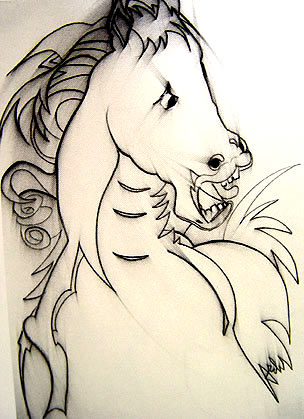
Tête de cheval, 1964 (dessin au fusain)
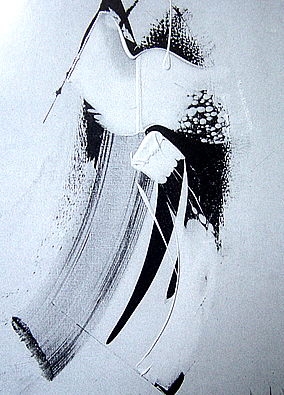
Noir et blanc, 1968 (130x97 cm, Acrylique sur toile)

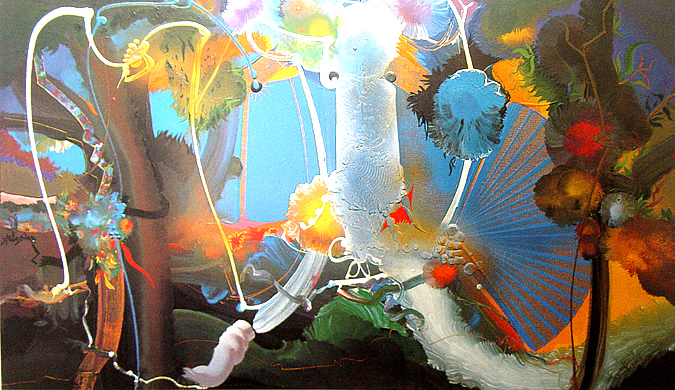
Rêve de jeune fille, 1969 (130x195 cm, Acrylique sur toile)
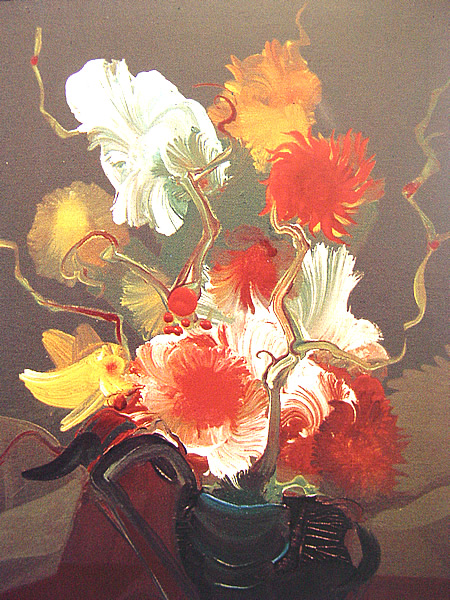
Vase de fleurs, 1971 (100x81 cm, Acrylique sur toile)
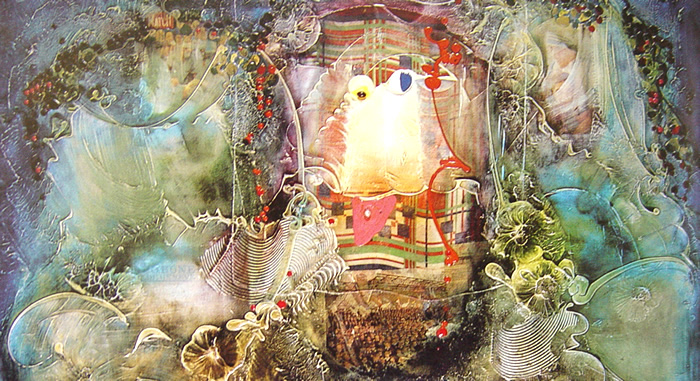
Donald (120x195 cm, Huile sur toile)

Jean Cocteau disait de lui : « Seule la peinture d'Archiguille permettra de comprendre la peinture d'avant-garde. ». À l'issue d'une visite d'atelier, André Malraux, alors ministre des affaires culturelles, déclare qu'Archiguille « est probablement le plus doué de sa génération. »,. Cette pensée est partagée par Ludmila Tcherina qui déclare à Archiguille en 1991 : « Vous êtes sûrement un des plus grands peintres contemporains ». Olivier Messiaen déclare : « Des tableaux qui vont bien avec ma musique. ». Hans Hartung déclare : « Archiguille, ça va très loin. ». Pour Françoise Sagan : « Archiguille est de ces peintres qui pensent que la peinture s'apprend, qu'il y a un métier, une technique et qui sont tous deux essentiels. ». Henri Michaux devant l’œuvre Nabucco d'Archiguille réalisée en 1959 déclare : « Devant le Nabucco de Guille, invitation à la méditation. Vertige ! Contemplation exaltée ! Plénitude - Merci ! ». François Chalais écrit : « On mettrait volontiers la beauté dans son salon, comme un tableau d'Archiguille. ».
Pour Christine Thorailler, Achiguille « n'a jamais cessé de se renouveler, ne rentrant dans aucun formatage, multipliant les supports : papier journal, gaze, tissus... »
Il participe à quelques expositions collectives, mais il présente majoritairement son travail durant des expositions individuelles. Ses premiers tableaux sont influencés par son ami Maurice Utrillo. Son œuvre est également influencée par Hans Hartung puis par Georges Braque.
Ses œuvres sont passées de très nombreuses fois aux enchères (plus de 400 fois) avec quelques records : 100 000 francs en 1991 ; 103 000 francs en 1992 ; 95 000 francs en 2001. Il a réalisé plus de 2 000 toiles durant sa carrière. Les œuvres d'Archiguille sont présentes dans les collections de Claude Pompidou, Jackie Kennedy, François Mitterrand, Coco Chanel, Aristote Onassis, Sophia Loren, Robert de Niro, David Rockefeller, Barbra Streisand, Armand Amer (1966), Jacques Baumel, Marcel Bleustein-Blanchet (1969), François Chalais, Roland Dumas (quarantaine de toiles), Rachid Ghandi, Hans Hartung, André Malraux, Roger Peyrefitte, Françoise Sagan, Paul-Louis Weiller, Roger Hanin, B. German (1953), Fred Orain (1955), Ph. Feldman (1958), Marevery (1959), J. Colmant (1963), Theffaut (Versailles, 1963), André Manera (1965) E. Tenoudji (1970), R. Pozzo di Borgo (1971), Barbara Bush, François Wolfisberg, de l'empereur du Japon, du roi d'Espagne, du roi du Maroc etc.
En 2014, Dominique Frémont montre une quinzaine d’œuvres d'Archiguille, un de ses peintres préférés, au sein de l'hôtel particulier qui fait office de siège social pour Mauboussin.
L'artiste Nadège Michel s'inspire du travail d'Archiguille qu'elle a rencontré en 1995 dans le cadre de son exposition au centre culturel de Verbier.

### Œuvres référencées
- 1957 : Tête de Christ[2].
- 1958 : Fleurs et croix rouge[2].
- 1958 : Fenêtre à la croix rouge[2].
- 1958 : Tableau noir[2].
- 1958 : L'appel[2].
- 1958 : Expression végétale[2].
- 1959 : Village normand[2].
- 1959 : Nabucco[2].
- 1959 : Ouverture[2].
- 1962 : Village catalan[2].
- 1963 : Bataille de Marignan[2].
- 1963 : Transfiguration[2].
- 1965 : L'oiseau de feu de Stravinsky[52].
- vers 1965 : Transfiguration : la chouette de Marly[53].
- 1968 : La sirène d'or[2].
- 1968 : Transfiguration[2].
- 1968 : Transfiguration[2].
- 1968 : Transfiguration et graffiti[2].
- 1968 : Transfiguration et graffiti[2].
- 1969 : Les deux livres[2].
- 1969 : Transfiguration au drap blanc[2].
- 1970 : Le trou noir[2].
- 1970 : Transfiguration au soleil rouge[2].
- 1971 : Transfiguration lumineuse[2].
- 1972 : Transfiguration, période blanche[2].
- 1972 : Transfiguration, période blanche[2].
- 1972 : Flamenco[2].
- 1973 : Transfiguration au miroir et dentelles[2].
- 1973 : Transfiguration, période blanche[2].
- 1973 : Transfiguration, période blanche[2].
- 1974 : El condor pasa[54].
- 1978 : Jaune de Van Gogh n°2[55].
- 1980 : Transfiguration, période bleue[2].
- 1980 : Transfiguration d'une rencontre au Fouquet's[53].
- 1980 : Transfiguration : La Poule aux œufs d'or[53].
- 1984 : Americana[2].
- 1986 : Gevena civitas[2].
- 1989 : Transfiguration : Vol de nuit[53].

## Collections publiques
- 1976 : La Pietà, église de Sainte-Eulalie-en-Born.
- 2005 : Comète, Palais des nations, ONU, Genève.

## Expositions
- 1953 : Le Signe, librairie de l'Institut, Paris.
- 1958 : Galerie La Belle Gabrielle, Paris.
- février 1965 : Galerie Bernheim-Jeune, Paris.
- 1968 : Musée d'Art moderne, Palais de Tokyo, Paris.
- 1969 : Norbert Gallery, Houston.
- 1969 : Palais de la radio, Paris.
- 1974 : Club 13 de Claude Lelouch, Paris.
- 1975 : Jardin des Tuileries, Paris.
- 1988 : Musée de l'Athénée, Genève.
- 1989 : Galerie John Wilson, Lake Point Tower à Chicago.
- mars 1991 : Galerie Albert Ier, Paris.
- 1992 : 40 ans de peinture, Musée de l'Athénée, Genève.
- 1993 : Galerie Jacquester, Paris.
- 1993 : Château de Marbach, Öhningen (Allemagne).
- 1994 : Crédit Suisse, Genève.
- 1994 : Crans-Montana (Suisse).
- 1995 : Seibu à Tokyo ; Los Angeles ; Luxembourg.
- 1995 : Galerie Rocco Tuizi, Paris.
- 1995 : Centre culturel de Verbier.
- 1997 : Le Palace, Monaco.
- 1998 : Ambassade de France, Atlanta.
- 1999 : CSO de Verbier.
- 2000 : Espace Pierre Cardin, Paris.
- avril 2001 : Théâtre Mohammed V, Rabat.
- 2003 : Genève.
- août 2004 : Sporting d'hiver, Monaco.
- 2004 : Archiguille, aujourd'hui, Palais des Nations, Genève.
- 2007 : Palais de la Musique, Valence.
- 2007 : Académie russe des Beaux-Arts, Moscou (75 œuvres).
- 2010 : Galerie Fusier, Ferney (une quinzaine de toiles)[40].
- 2019 : Le Comœdia, Brest (plus de 35 toiles)[56].

### Médiagraphie
- 1964 : Musée à domicile à Marly-le-Roi, Première chaîne.
- 6 février 1965 : Rétrospective Archiguille, Journal de Paris, Première chaîne.
- 2 février 1966 : Archiguille peint des grands ensembles, Journal de Paris, Première chaîne.
- 17 septembre 1966 : Fresque d'Archiguille à la Maison de l'ORTF, Journal de Paris, Première chaîne.
- 8 novembre 1968 : César et François Archiguille, Radioscopie, France inter.
- 31 décembre 1968 : Journal de Paris, Première chaîne.
- 21 novembre 1969 : Exposition Archiguille, Journal de Paris, Première chaîne.
- 1970 : Émission en direct du restaurant Laurent à Paris, Première chaîne.
- 10 juillet 1975 : Entretien avec Yves Mourousi, Première chaîne.
- 14 juillet 1976 : Visite chez un peintre landais, Inter Actualités de 19h, France Inter.
- 28 avril 1988 : Inforum, France Inter.
- 30 juin 1988 : A2 Journal de la nuit, Antenne 2.
- 1989 : Chaîne culturelle de la télévision chinoise de Pékin.
- 1989 : Deux programmes culturels des États-Unis (Chicago ; New York).
- 21 mars 1991 : A l'heure du pop, France Inter.
- 24 mars 1991 : A2 Le Journal 20H, Antenne 2.
- 29 avril 1991 : Aujourd'hui peut-être, France 3 Paris Ile de France.
- 1991 : Programme culturel de Moscou (URSS).
- 2 août 1992 : A2 Le Journal 20H, Antenne 2.
- 25 septembre 1992 : A l'heure du pop, France Inter.
- 21 novembre 1993 : Le divan d'Henry Chapier, France 3.
- 27 novembre 1993 : F2 Le Journal 13H, France 2.
- 1994 : 4 reportages sur TV5.
- 11 octobre 1995 : A l'heure du pop, France Inter.
- 22 octobre 1995 : F2 le journal 13H00, France 2.
- 1995 : Télévision nationale de Tokyo.
- 1995 : Télévision nationale de Luxembourg.
- 6 octobre 2000 : 20 heures le journal, France 2.
- 10 décembre 2006 : 19/20 Le journal, France 3 Aquitaine.
- 2007 : Journal télévisé, chaîne 24 (Moscou).
- 10 mai 2019 : 12 13 An taol lagad, France 3 Bretagne.